# Oxford University Cricket Club
L'Oxford University Cricket Club est le club de cricket de l'université d'Oxford. Il joue ses matchs à domicile à University Parks. Certains de ses matchs sont catégorisés « first-class », notamment la rencontre annuelle contre Cambridge, disputée depuis 1827, et l'équipe affronte également des clubs du County Championship.

## Historique
La première référence de cricket joué à l'université d'Oxford date du XVIIIe siècle : l'écrivain Samuel Johnson écrit y avoir pratiqué ce sport en 1729. La première rencontre contre Cambridge a lieu en 1827, à Lord's. Catégorisée « first-class », c'est le plus vieux face-à-face existant à ce niveau. À partir de 2000, le match est joué alternativement à Fenner's et University Parks, les terrains des deux universités, et Lord's accueille en lieu et place une partie d'une journée entre les deux clubs.
La même année, Oxford est l'une des six universités à faire partie du programme « Centre d'Excellence » de la fédération anglaise (ECB), qui vise à soutenir les joueurs souhaitant associer sport et études. Les centres d'excellence s'affrontent au sein d'une compétition. Les joueurs de l'université d'Oxford sont associés avec ceux d'Oxford Brookes University au sein de l'« Oxford University Centre of Cricketing Excellence » (Oxford UCCE), mais continuent d'affronter seuls ceux de Cambridge lors du match traditionnel. En 2005, c'est le Marylebone Cricket Club qui reprend le programme à son compte et le finance, et l'équipe combinée est renommée Oxford MCC University (Oxford MCCU) en 2010.

## Stade
Le club de l'université joue d'abord ses matchs à domicile à Magdalen Ground, terrain du Magdalen College, avant de s'installer en 1881 à University Parks.